# Arenasat
Arenasat es el segundo operador satelital de Alemania.

## Deportes
- Premiere Fußball Bundesliga
- Eurosport 2
- NASN

## Infantil
- Cartoon Network
- Boomerang

## Series
- AXN
- Animax
- RTL CRIME
- RTL LIVING
- RTL PASSION

## Documentales
- National Geographic
- The History Channel
- The Biography Channel
- Lettra

## Cine
- Kinowelt Television
- TCM
- Kabel Eins Classics

## Música
- VH1 Classic
- MTV Hits
- MTV Base

- Datos: Q5703512